# Тиберий Юлий Котис III
Вижте пояснителната страница за други личности с името Котис.
Тиберий Юлий Котис III Филоцезар Филоромай Евсеб, известен като Котис III (на гръцки: Τιβέριος Ἰούλιος Κότυς Γ' Φιλόκαισαρ Φιλορώμαίος Eυσεbής, Philocaesar Philoromaios Eusebes; на латински: Tiberius Julius Cotys III Philocaesar Philoromaios Eusebes; † 234), е принц и римски клиент-цар на Боспорското царство (228 – 234).

## Биография
Той е син на цар Тиберий Юлий Савромат II († 210/211).  Той е от гръцки, ирански и римски произход. Неговите братя са боспорските царе Раскупорис II († 227) и Раскупорис III († 227). Котис наследява трона като Котис III.
Котис III е последният Боспоски цар с името Тиберий Юлий Котис.

## Фамилия
Котис III се жени за сарматска благородничка и има синовете:
- Тиберий Юлий Савромат III (229 – 232)
- Тиберий Юлий Раскупорис IV (233 – 235)
- Тиберий Юлий Ининтимей (235 – 240)